# Preplet (umetnost)
V vizualnih umetnostih je preplet dekorativni element, ki se je uporabljal v srednjeveški umetnosti. V prepletanju so pasovi ali deli drugih motivov zankani, pleteni in vezani v zapletenih geometrijskih vzorcih, pogosto zapolnijo celoten prostor. Preplet je pogost v umetnosti Severne Evrope, zlasti v otoški umetnosti britanskih otokov in Skandinaviji zgodnjega srednjega veka in v islamski umetnosti.
Vpletene pletene in prepletene vzorce, imenovane pletenice v britanski uporabi, najdemo v pozni rimski umetnosti v mnogih delih Evrope, v mozaičnih tleh in drugih medijih. Koptski rokopisi in tekstilni izdelki iz krščanskega Egipta iz 5. in 6. stoletja so okrašeni s širokimi trakovi prepletenih ornamentov, ki nosijo "presenljivo podobo" najstarejših vrst vozlov, ki jih najdemo v rokopisih otoške umetnosti na Britanskih otokih. 

## Zgodovina in uporaba

### Severna Evropa
Preplet je ključna značilnost "Sloga II", živalskega sloga dekoracije migracijskega umetniškega obdobja in ga najdemo po vsej Severni Evropi in ki so ga Langobardi prenesli v severno Italijo. Tipični so dolgi "pasovi" evetualno zaključeni z živalsko glavo. Približno leta 700 so v večini Evrope postali manj pogosti, vendar se še naprej razvijajo na britanskih otokih in Skandinaviji, kjer se nahajajo na kovinskih predmetih, lesenih rezbarijah, runskih kamnih, visokih križih in iluminiranih rokopisih iz 7. do 12. stoletja. Umetnik George Bain je našel zgodnje otoško vozlano delo v Knjigi iz Durrowa iz 7. stoletja in fragmentu Knjige evangelijev v stolnici v Durhamu kot "zlomljene in ponovno sestavljene" pletenice.  Ali so koptski vzorci pletenic preneseni neposredno v Hiberno-Škotske samostane iz vzhodnega Sredozemlja ali so prišli prek Lombardije iz Italija, je negotovo. Umetnostni zgodovinar James Johnson Sweeney se je zavzel za neposredno komunikacijo med skriptoriji zgodnjekrščanske Irske in koptskimi samostani v Egiptu. 
Ta nov slog je prinesel podolgovate zveri, prepletene v simetrične oblike in se lahko datirajo v sredo 7. stoletja na podlagi najdenih primerov v zakladu Sutton Hoo. Najbolj elaborirana prepletena zoomorfika se pojavlja v obdobju vikinške umetnosti v Urnesu (ki je nastala pred letom 1050), pri kateri se prepletajo oblike listnatih vzorcev s stiliziranimi živalmi. 
Polno cvetoči severnoevropski prepleti so nastali v otoški umetnosti Britanskih otokov, kjer se je okras živalskega sloga Severne Evrope mešal s pasovi in krščanskimi vplivi v takih delih, kot je Knjiga iz Kellsa in Križ iz Conga. Celotne strani preproge so bile iluminirane z abstraktnimi vzorci, vključno z množico prepletov. Kamniti visoki križi so bili kombinirani s prepletenimi ploščami s figurami. Otoški preplet je bil kopiran iz celinske Evrope, blizu francosko-saksonske šole 8. do 11. stoletja, in manj v drugih karolinških šolah iluminacije, kjer so bili nagnjeni k rastlinskim dekorativnim oblikam. V romanski umetnosti so postale tipične, preplet pa je na splošno precej manj zapleten. Našli so tudi nekatere živalske oblike.

### Islamska umetnsot
Geometrijski vzorci prepleta so pogosti v islamskem okrasju. Lahko jih štejemo za posebno vrsto arabeske. Umajadski arhitekturni elementi, kot so talni mozaiki, okenske rešetke, rezbarije in stenske slike ter dekorativni kovinski izdelki v 8. do 10. stoletju, sledijo zapleteni sestavi, ki so se pojavile v kasnejših srednjeveških islamskih umetnostih. Preplete najdemo tudi v Kufiski kaligrafiji.

### Južna Evropa
Preplet in vozlanje se pogosto pojavlja v bizantinski umetnosti, nadaljevanje rimske uporabe, vendar ni velikega pomena. Med pomembnimi primeri razširjene lokalne uporabe prepleta je trikotni preplet, ki je nastal v zgodnji srednjeveški Hrvaški na kamnitih rezbarijah od 9. do 11. stoletja.

## Galerija
- Ročne zaponke s prepletom shematskih živali, Sutton Hoo, zgodnje 7. st.
- Zgodnji otoški preplet, Evangelijska knjiga stolnice v Durhamu, sreda-7. st.
- Otoški živalski in preplet vozlov, Lindisfarnski evangeliarij, zgodnje 8. st.
- Stran iz Knjige iz Dimme s preprostimi prepleti ob robovih, 8. st.
- Kirkyardski kamen, Aberlemo, Škotska, c. 800
- Ärentuna runski kamen z živalskim prepletom, Uppland, Švedska
- Detajl okrašene začetnice "T" s prepletenim trakom in živalskim motivom, Knjiga iz Kellsa, c. 800
- Fragment anglosaksonskega iz 9. st., najden pri opatiji St Oswald, Gloucester
- Napis Štefana Držislava Hrvaškega, pozno 10. st.
- Stran preproga iz arabskega iluminiranega rokopisa, 11. st.
- Romanski preplet, rastline in vozli, Francija, c. 1175 - 1195
- List iz rokopisa Korana s prepletom ob robovih, 1182
- Romanski preplet, obrobljen s figurami, Severna Anglija, 1190-1200.
- Romanski oltar Santa María de Melide, Galicija (Španija)